# 시오타촌 (오카야마현)
시오타촌(塩田村)은 오카야마현 와케군에 있던 촌이다. 현재의 와케정에 해당한다.

## 역사
- 1889년 6월 1일 - 정촌제 시행에 수반해 와케군 시오타촌이 발족하였다.
- 1955년 3월 31일 - 야마다촌, 아카이와군 사에키촌과 합병해 사에키정이 되어 소멸하였다.

## 교통

### 철도
- 가타카미 철도

## 참고문헌
- 和泉橋警察署 『新旧対照市町村一覧』第2冊（東京 ： 加藤孫次郎、1889（明22））
- 地名編纂委員会 『角川日本地名大辞典33 岡山県』（角川学芸出版、1989、ISBN 4040013301）